# 盛治华
盛治华（1916年10月5日—2017年2月13日），江西永新沙市镇洛溪村人，中国人民解放军开国少将。

## 生平
1916年农历九月九日重阳节（1916年10月5日）出生。1929年7月参加中国工农红军，1931年1月加入中国共产党。第一次国共内战时期，历任卫生员、通讯员、班长、排长、特务员、红军大学教员等职，参加了长沙战斗等战役战斗，参加了二万五千里长征。抗日战争时期，历任连长、大队长、副团长、团长、副科长、分区参谋长等职，参加了平型关战斗、反“扫荡”、百团大战等战役战斗。第二次国共内战时期，历任分区司令员、旅长、师长等职，参加了察南战役、绥包战役、保北战役、保南战役、津浦路青沧战役、大清河北战役、清风店战役、石家庄战役、平津战役、太原战役等战役战斗。中华人民共和国成立后，历任天津公安总队总队长、公安一师师长、华北军区公安部队副司令员、沈阳军区公安军副司令员兼参谋长、高级公安学校校长、人民武装警察部队副司令员、中国人民解放军第二炮兵部队副司令员、顾问等职，参加了抗美援朝战争。
盛治华1955年被授予公安军少将军衔。曾获三级八一勋章、二级独立自由勋章、一级解放勋章、一级红星功勋荣誉章。
2017年2月13日，盛治华在北京中国人民解放军总医院病逝，享年101岁。